# Ikarus (1916)
Ikarus (im Original Vingarne – Die Flügel) ist ein schwedisches Stummfilmdrama von Mauritz Stiller aus dem Jahr 1916, in dem Lars Hanson die Hauptrolle spielt.

## Handlung

### Vorspiel
Der Film beginnt mit einer Rahmenhandlung, in deren Mittelpunkt ein Regisseur, gespielt von Mauritz Stiller, und ein junger Mann, verkörpert von dem Debütanten Nils Asther, stehen. Der Regisseur hat im Angesicht einer Ikarusstatue des Künstlers Carl Milles eine Filmidee, die auf der Sage von Ikarus und Daedalus basieren soll. Stiller überlegt lange, wen er wohl für den jugendlichen Ikarus besetzen könnte, und versucht es mit dem noch unerfahrenen Nachwuchsmimen Asther. Doch bald muss Stiller feststellen, dass der junge, ungestüme Mann diesem Part noch nicht gewachsen scheint, und entscheidet sich für den arrivierteren und erfahreneren Mimen Lars Hanson. Nachdem der Film vollendet ist, kommt es zur Uraufführung in einem ausgewählten Filmtheater, an der auch Hanson, Asther und die weibliche Hauptdarstellerin Lily Beck teilnehmen. Der Vorhang teilt sich, dann beginnt der Film:

### Ikarus
Der Bildhauer Claude Zoret erinnert sich an die antike Griechen-Sage und entscheidet sich dafür, eine Ikarus-Skulptur zu schaffen, die den Namen „Vingarne“, also „die Flügel“, bekommen soll. Bei einem Spaziergang begegnet Zoret dem jungen Maler Eugene Mikael, der sich gerade mit seiner Kunst beschäftigt. Zoret sieht in ihm die ideale Vorlage für seinen Ikarus und spricht ihn an. Er sagt dem Nachwuchsmaler zu, ihn die kommenden Jahre zu fördern, sollte er sich bereit erklären, für ihn Modell zu stehen. Vier Jahre sind seitdem vergangen, und der Bildhauer hat den jungen Maler inzwischen sogar adoptiert. Zoret ließ die fertige Ikarus-Statue in Bronze gießen und machte diese Mikael zum Geschenk. Eines Tages erscheint im Atelier des Künstlers die für ihre Extravaganzen und Verschwendungssucht berüchtigte Fürstin Lucia de Zamikow, die sich porträtieren lassen möchte. Mikael ist von Anbeginn fasziniert von der Schönheit der begehrten Dame von Welt.
Fortan verliert Mikael jedes Maß. Er gibt sich dieser Frau mit Haut und Haaren hin und wirft für sie all sein Geld mit vollen Händen heraus, nur, um der Schönen seine Ehrerbietung zu erweisen. Zoret weiß nichts von den ebenso amourösen wie kostspieligen Anwandlungen seines einstigen Zöglings und wird erst durch einen Freund, Charles Schwitt, über die dramatischen Vorgänge informiert. Es dauert nicht lang, da beginnt Mikael, der sich bald diesen teuren Lebenswandel nicht mehr leisten kann, Zoret um Geld anzupumpen, zumal die längst nicht mehr kreditwürdige Fürstin selbst bankrott ist und dringend frisches Geld benötigt. Zoret lässt Mikael durch einen Bediensteten die gewünschte Summe per Kuvert zukommen, worüber sich Mikael, der sich dadurch wie ein Bittsteller fühlt, echauffiert und diese Gabe ablehnt. Stattdessen verkauft er die Ikarus-Statue, einst ein persönliches Geschenk seines Ziehvaters, das er niemals verkaufen durfte, an einen Kunsthändler. Der hält sich nicht an die Abmachung, das gute Stück erst nach fünf Jahren selber zum Verkauf anzubieten.
Der Verkauf der Ikarus-Plastik ist für Claude Zoret wie ein Stich ins Herz; er fürchtet, dass er seinen Ziehsohn an die fürstliche, nimmersatte Schlange Zamikow verloren hat. Doch die reagiert kalt und herablassend: „Sie sind alt geworden, Claude Zoret, Sie haben alles vergessen und wissen nichts mehr von der Liebe!“. Diese Reaktion trifft den alten Mann bis ins Mark und wirft ihn am kommenden Morgen aufs Krankenlager. Zoret hat noch die Kraft, Mikael als seinen Alleinerben einzusetzen. Schwitt schreibt derweil an Mikael, um ihm mitzuteilen, dass es mit Zoret zu Ende gehe. Von Fieberphantasien geplagt, erhebt sich dieser mit letzter Kraft, schleppt sich in den Garten und bricht vor seinem Meisterwerk zusammen. Als Mikael herbeigeeilt kommt, ist es bereits zu spät: Sein Ziehvater, der ihm stets eine helfende Hand gereicht hatte, ist tot. Erst jetzt erkennt Mikael, wohin ihn seine Passion getrieben hat und dass er gleich Ikarus ins Bodenlose stürzte, als er sich zu hoch hinaus wagte. Als ihn seine teure Geliebte Lucia zu trösten versucht, stößt er sie von sich fort. Mikael weiß jetzt, dass er sich von der egozentrischen Fürstin lösen muss und auch wird.

### Nachspiel
Hier ist der eigentliche Film zu Ende. Der Zuschauer Asther steht auf und erklärt, noch ganz benommen von den filmischen Ereignissen, dass er es nicht verstehen könne, wie Mikael diese wunderschöne Frau zurückstoßen konnte. Seine Kollegin Lily, die die Fürstin Zamikow verkörperte, geht zu ihm hin, lächelt ihn an, und beide verlassen das Filmtheater. Am nächsten Tag erscheint der Jungmime im Hause Lily Becks und erklärt der huldvollen Diva, wie tief er sie, ihre Schönheit und ihre Kunst, bewundere. Immer tiefer versinkt er in die Rolle Mikaels. Seine Liebesbeteuerungen bekommen einen bedrohlichen Touch, als er einen Revolver zückt, mit dem er sich umbringen will, sollte Lily seine Liebesschwüre nicht erhören. Die Schauspielerin kann ihm jedoch mit Mühe die Pistole entwenden und begibt sich rasch ins Nebenzimmer. In Begleitung von Herrn Eide, dem Darsteller des unglücklichen Zoret, der ebenfalls der Kollegin heute morgen seine Aufwartung machen wollte, kehrt sie wieder in den Salon zurück, wo sich der junge Asther in der Zwischenzeit wieder beruhigt hat. Sie reicht ihm seinen Revolver zurück, und mit dem Ausdruck tiefer Beschämung schleudert der junge „Ikarus“, dessen Absturz mit knapper Not soeben verhindert wurde, ihn von sich fort und verlässt eilig das Zimmer. Lily Beck und Egil Eide blicken ihm wissend und mit großer Nachsicht lächelnd hinterher. „Ja, die Jugend … und Gott sei dank, dass dieser Film endlich vorbei ist“ sind die letzten Worte.

## Produktionsnotizen
Ikarus wurde in und um Stockholm herum (Lidingö, Lärkstaden, Röda Kvarn) gedreht. Der Vierakter lief am 4. September 1916 an und wurde Ende desselben Jahres oder 1917 sowohl in Deutschland als auch in Österreich-Ungarn ebenfalls gezeigt.
Stillers regelmäßiger Filmarchitekt Axel Esbensen schuf nicht nur die Filmbauten, sondern war auch an der Erstellung des Drehbuches beteiligt. Der 19-jährige Schauspielnovize Nils Asther (siehe Foto oben), der in der Rahmenhandlung mitwirkt, gab hier sein Filmdebüt.
Von dem knapp siebzigminütigen Original ist lediglich etwa eine halbe Stunde erhalten geblieben, wie die Restauration 1987 ergeben hat. Die rekonstruierte Filmfassung wurde als bundesdeutsche Premiere am 30. November 1990 in Zusammenarbeit mit dem Schwulen Museum Berlin im Berliner Kino Arsenal gezeigt.
„Vingarne“ ist die schwedische Entsprechung von „Die Flügel“.

## Kritik
„Ein ganz eigenartiger und neuer Gedanke ist es, der Handlung jene Momente vorauszuschicken, die im Geiste des Regisseurs den Anlaß zur Entstehung des Films gaben, sowie ein Nachspiel anzugliedern, das uns in das Heim der Schauspielerin Lily Beck führt und uns aus ihrem Leben und dem der andern mitwirkenden Künstler Persönliches bringt. Die Handlung des eigentlichen Dramas knüpft an die antike Sage von dem Jüngling Ikarus an, dem sein Vater, der große Meister Daedalus, Flügel gab, die ihn aus der Gefangenschaft hinaustragen sollten in die seligen Gefilde seiner Heimat. […] Der sinnbildliche Gedanke, der in der Handlung zum Ausdrucke kommt, ferners eine wundervolle Regie, die auf wahrhaft künstlerischem Höhepunkte steht, und das brillante Spiel der Darsteller, unter denen Lily Beck, Lars Hanson und Egil Eide besonders hervorzuheben sind, drücken dem schönen Bilde den Stempel einer eigenartigen und seltsamen Schöpfung auf, die uns in jeder Hinsicht außerordentlich befriedigt und gefällt.“

Paimann’s Filmlisten resümierte: „Stoff, Photos und Szenerie sehr gut, Spiel prima. (Speziell für feineres Publikum).“